# Czesław Czarnowski

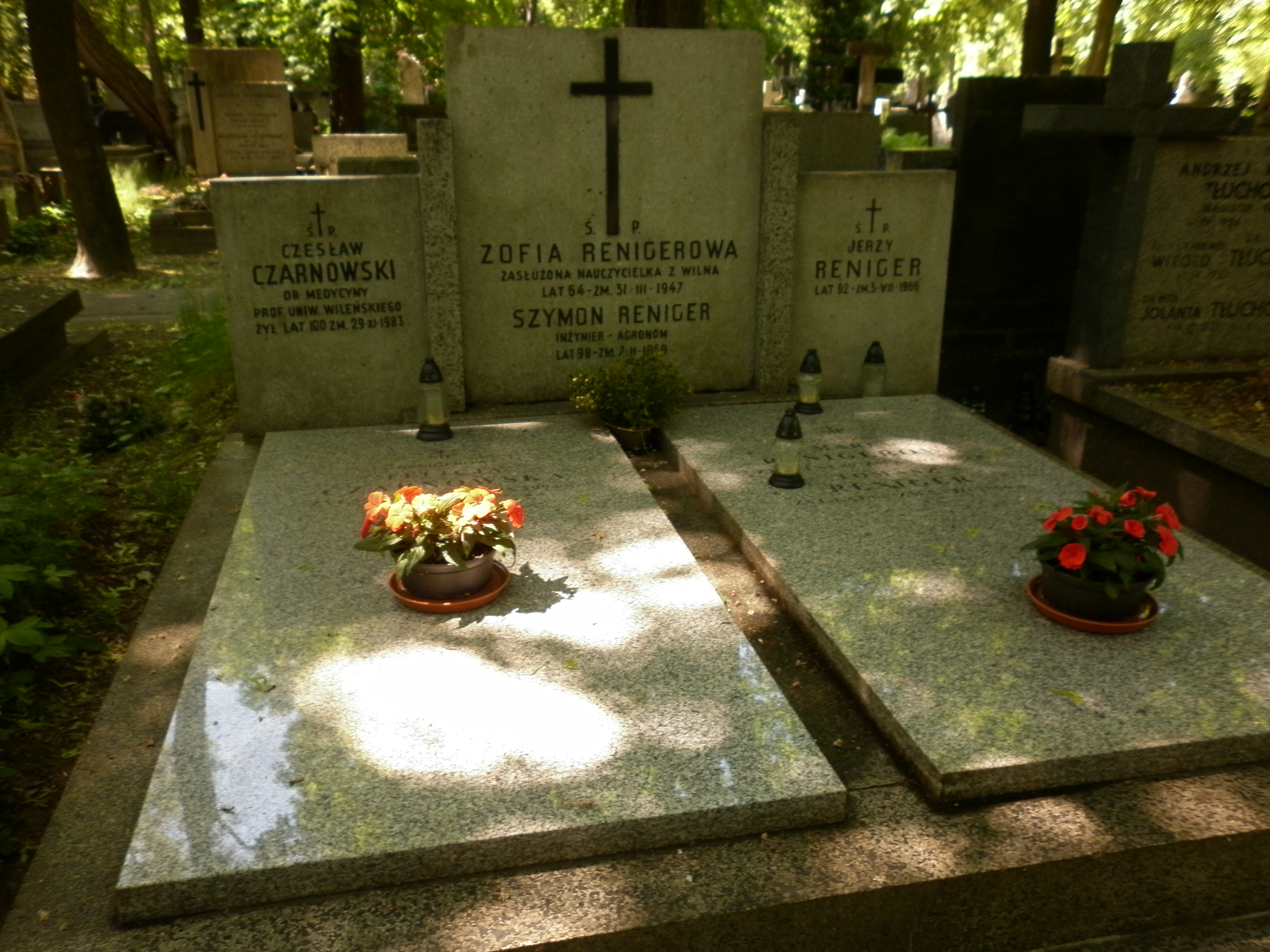
Grób Czesława Czarnowskiego na cmentarzu Powązkowskim w Warszawie

Czesław Czarnowski (ur. 23 czerwca 1883 w Warszawie, zm. 29 listopada 1983 tamże) – polski lekarz otolaryngolog, żeglarz i działacz sportowy.

## Życiorys
Był jednym z prekursorów polskiego żeglarstwa, współinicjatorem powołania Polskiego Związku Żeglarskiego i zakupu pierwszego jachtu Carmen przez Yacht Klub Polski. Opublikował m.in. Podróże "Jurandem" do Skandynawii (1938) oraz Strzępy wspomnień. Był także malarzem amatorem, twórcą prac o tematyce marynistycznej (sprzedał ponad tysiąc obrazów).
Jego ojcem był inżynier leśnik. Został przez władze carskie skierowany wraz z rodziną w głąb Rosji (ojciec otrzymał przydział do pracy nad środkową Wołgą). W ramach służby wojskowej ukończył Akademię Medyczną w Petersburgu. Studiował również w Dorpacie. Praktykował jako lekarz na terenie Rosji. Po odzyskaniu przez Polskę niepodległości zamieszkał w Wilnie, gdzie wykładał na Uniwersytecie Wileńskim i został tam profesorem otolaryngologii. Na szesnaście lat wyjechał do Argentyny, potem cztery lata mieszkał w Anglii, trzy na Bliskim Wschodzie i niecały rok w USA. W 1965 przyjechał do Polski. Został członkiem Polskiego Towarzystwa Otolaryngologicznego i ponownie Yacht Klubu Polski (był jego członkiem od założenia w 1924). Po wodach śródlądowych przepłynął około 3000 kilometrów, a po morzach około 5000 mil morskich. Wydał siedem publikacji z zakresu tematyki morskiej i żeglarstwa.
Pochowany został na cmentarzu Powązkowskim w Warszawie (kwatera 251-5-19/20).